# Championnat de Corée du Sud de football 1998
Navigation
Saison précédente Saison suivante
La saison 1998 du Championnat de Corée du Sud de football est la 16e édition de la première division sud-coréenne à poule unique, la K-League. Dix clubs prennent part au championnat au sein d'une poule unique, où toutes les équipes se rencontrent deux fois, à domicile et à l'extérieur. À la fin de cette première phase, les quatre premiers du classement disputent les play-off pour connaître le nouveau champion. Il n'y a pas de relégation en fin de saison, au vu du faible nombre d'équipes engagées dans la compétition.
C'est le club de Suwon Samsung Bluewings qui remporte la compétition cette saison en battant en finale Ulsan Hyundai Horang-i. C'est le tout premier titre de l'histoire du club.

## Les 10 clubs participants
| - Bucheon SK - Busan Daewoo Royals - Hyundai Horang-i - Pohang Steelers - Suwon Samsung Bluewings | - Anyang LG Cheetahs - Cheonan Ilhwa Chunmaa - Chonbuk Dinos - Chunnam Dragons - Daejeon Citizen - Nouveau club en K-League |

## Compétition
Le barème de points servant à établir le classement est modifié cette année puisqu'il ne peut plus y avoir de match nul (une prolongation avec but en or et éventuellement une séance de tirs au but sont disputées). Il se décompose ainsi :
- Victoire à l'issue du temps réglementaire : 3 points
- Victoire grâce au but en or : 2 points
- Victoire après la séance de tirs au but : 1 point
- Défaite : 0 point